# 賓利歐陸GT

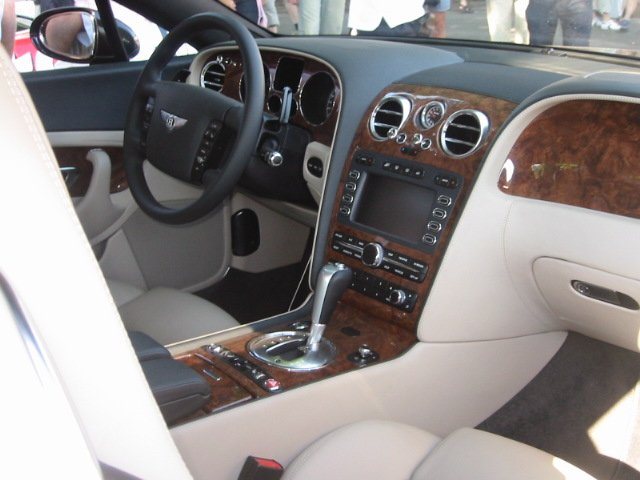
內裝

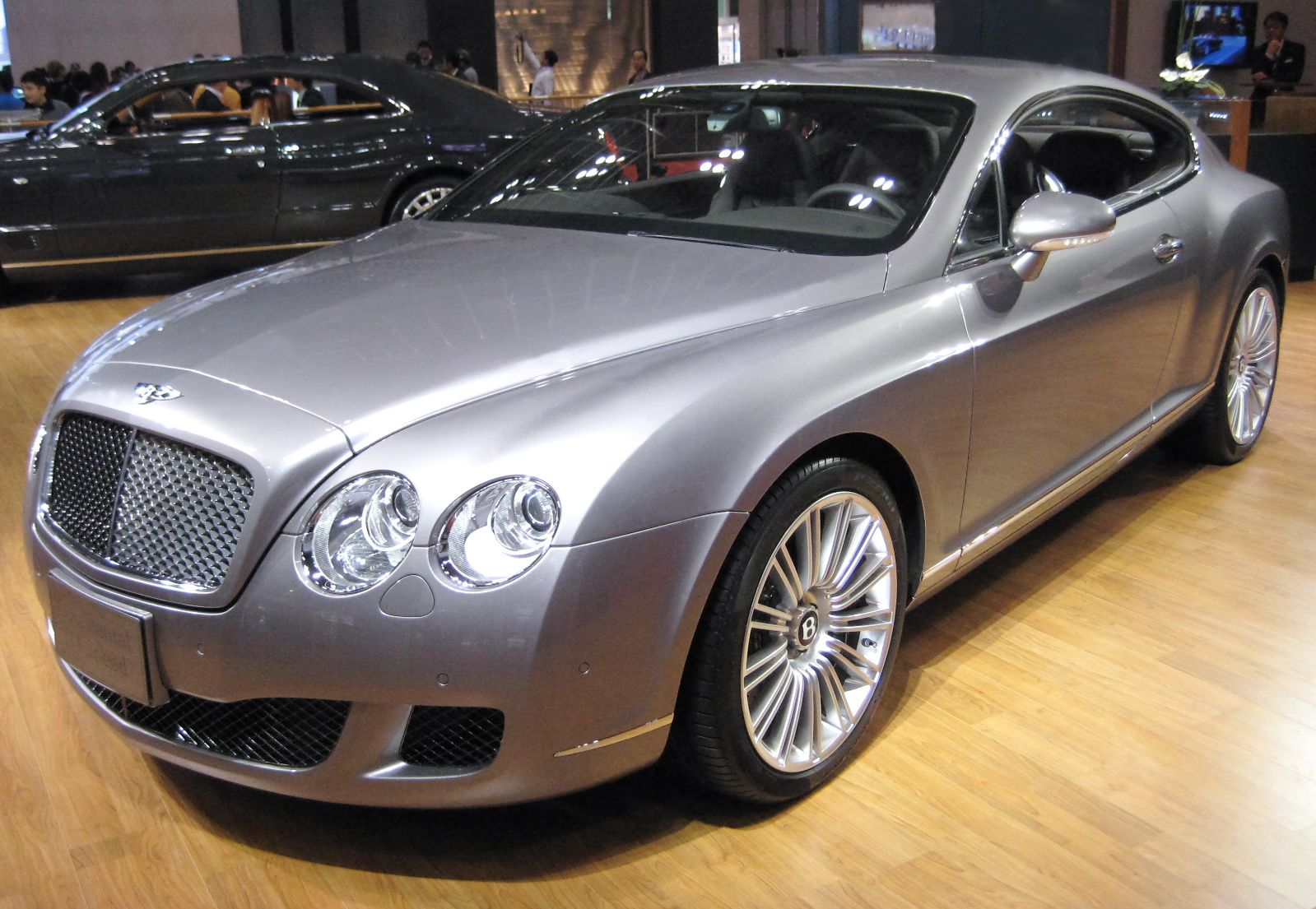
第一代欧陆 GT Speed

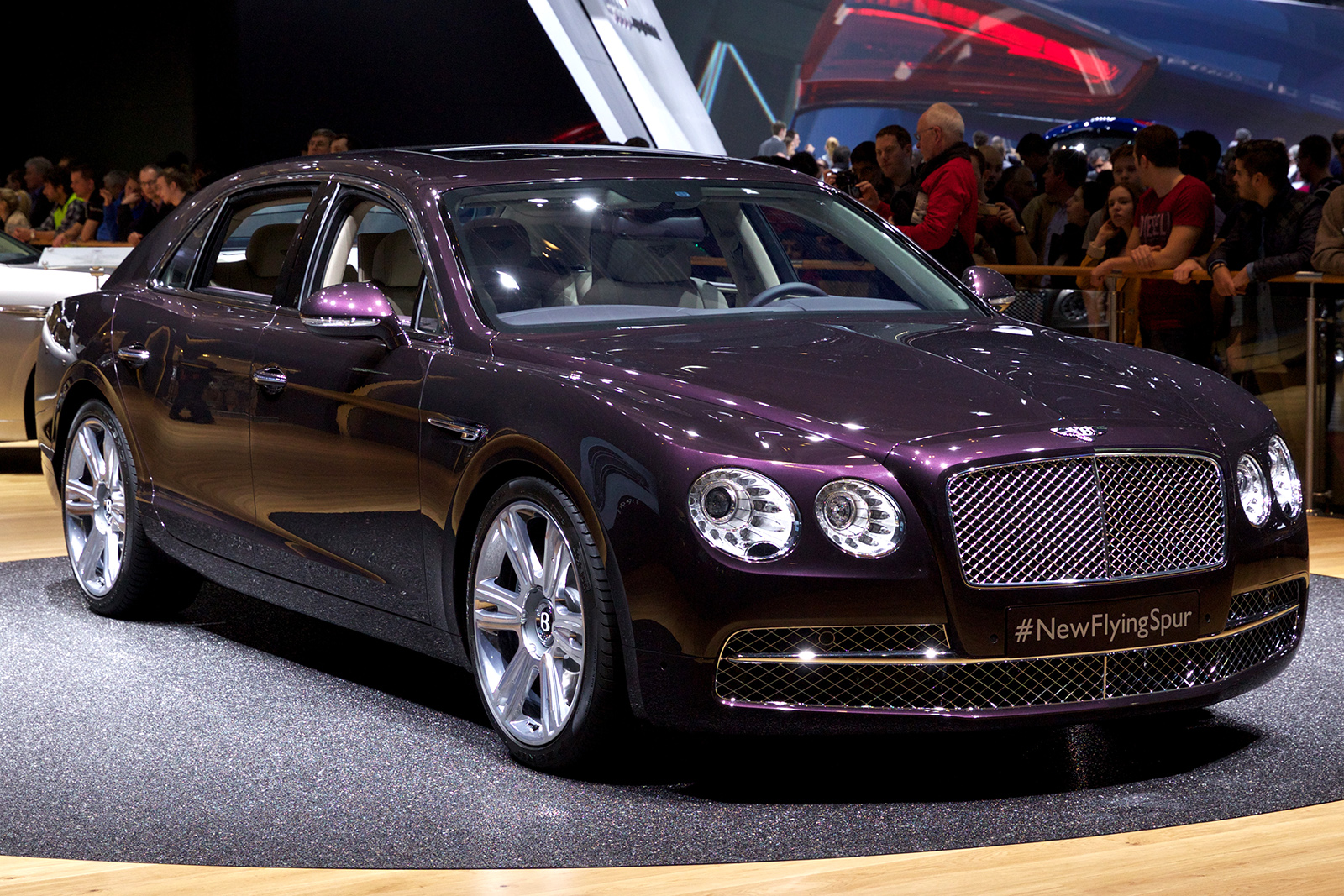
第二代欧陆 GT 飞驰（四门款式）

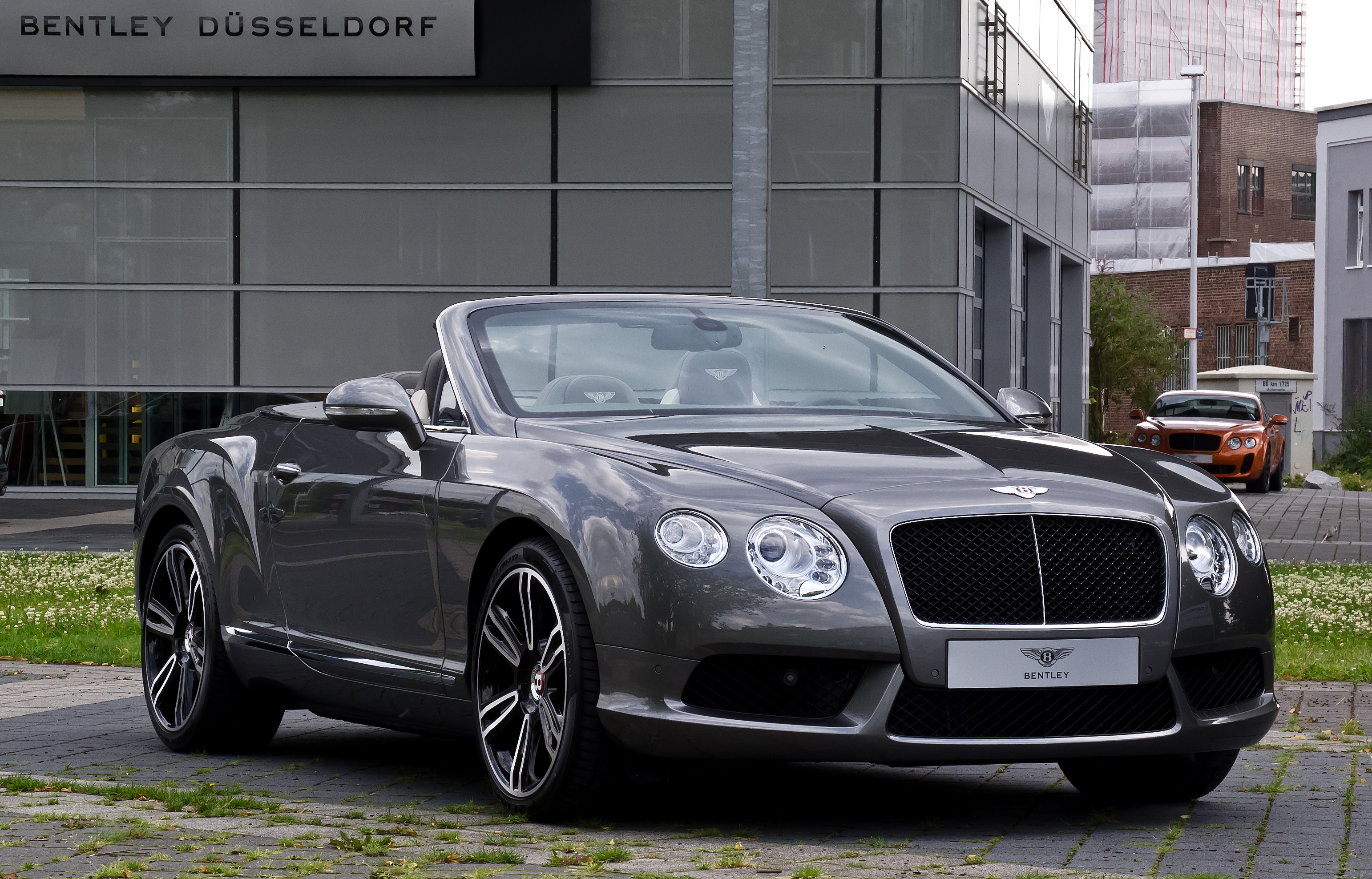
第一代欧陆 GTC V8

宾利欧陆GT（Bentley Continental GT ）是賓利的豪华车型之一，2003年生产至今。除双门gt款式外，还有四門版（欧陆GT飞驰）和敞篷版（Continental GTC）可选。可选W12引擎或V8引擎（2011年至今）。
欧陆的身輕量化鋁合金鈑件並非手工打造，而是採用特殊的氣壓成型，需仔細調整壓在模具上方的氣壓做出正確的形狀，可做出更精細的線條。

## 動力規格
- 引擎形式：W型12缸引擎/V8引擎
  - 增壓：双涡轮增压
  - 排氣量：6.0升/4.0升
- 變速箱形式：保时捷双离合变速箱
  - 檔位：8速（不含倒車檔）
- 馬力輸出：550匹英制馬力（V8引擎款式），635匹马力（W12引擎款式）
- 扭力（距）輸出：770牛米（V8引擎款式），900牛米（W12引擎款式）
- 傳動系統：大众 4Motion四輪傳動系統
- 車重：2244公斤（W12引擎款式）/2164公斤（V8引擎款式）
- 加速性能
  - 百公里:3.9秒（V8引擎款式）/3.7秒（W12引擎款式）
- 極速：207英里(333公里，W12引擎款式)，198英里（319公里，V8引擎款式）

## 与大眾輝騰的关系
欧陆GT和大众辉腾均使用了大众D1平台（后期为大众MSB平台）和6.0升W12引擎（奥迪A8也使用了该引擎）。
此外，欧陆和輝騰都搭載大众設計的4Motion四輪驅動系統，四门车型更和輝騰共用位於狼堡的生產線。

## 小知識
- 欧陆GT的四門车型曾在電影“2012”中出現過，此外欧陆GT的双门款式也在《壮游》中以被改装的“MFB”形式出现。

## 外部連結
- 賓利官網 （页面存档备份，存于）

- Official Bentley Continental GT website （页面存档备份，存于）
- Official Bentley Continental Supersports website （页面存档备份，存于）